# Victor Schuller
Victor Schuller (* 11. Januar 1995 in Colmar) ist ein ehemaliger französischer Skirennläufer. Er war auf die Disziplinen Abfahrt und Super-G spezialisiert.

## Biografie
Der Elsässer Schuller lebt seit seiner Jugend in Val-d’Isère und ist Mitglied des dortigen Skiclubs. Er nahm ab Dezember 2010 an FIS-Rennen und nationalen Meisterschaften teil. Er war Teilnehmer der Olympischen Jugend-Winterspiele 2012 in Innsbruck, sein bestes Ergebnis dort war der vierte Platz im Super-G. Die ersten Einsätze im Europacup folgten im Januar 2013 und im selben Monat gelang ihm der erste Sieg in einem FIS-Rennen. Schuller hatte Mühe, sich im Europacup zu etablieren; bis zum ersten Punktgewinn dauerte es weitere zwei Jahre. Allmählich zeichnete sich eine Spezialisierung in den schnellen Disziplinen ab. Bei den Juniorenweltmeisterschaften 2016 in Sotschi gewann er die Bronzemedaille in der Abfahrt. Wegen eines Kreuzbandrisses verpasste er fast die gesamte Saison 2016/17.
Die darauf folgende Saison 2017/18 begann er mit einem Sieg in einem FIS-Rennen und auch im Europacup vermochte er sich zu verbessern. Aus diesen Gründen hatte er am 19. Januar 2018 sein Weltcup-Debüt, wobei er beim Hahnenkamm-Super-G in Kitzbühel nicht ins Ziel kam. Nach einem verhaltenen Beginn der Saison 2018/19 gewann er am 29. Januar 2019 in Chamonix zwei Abfahrten am selben Tag.
Im April 2023 beendete Schuller seine aktive Karriere.

## Erfolge

### Europacup
- Saison 2018/19: 2. Abfahrtswertung
- Saison 2020/21: 6. Gesamtwertung, 1. Abfahrtswertung
- 5 Podestplätze, davon 4 Siege:

| Datum            | Ort         | Land       | Disziplin |
| ---------------- | ----------- | ---------- | --------- |
| 29. Januar 2019  | Chamonix    | Frankreich | Abfahrt   |
| 29. Januar 2019  | Chamonix    | Frankreich | Abfahrt   |
| 27. Januar 2021  | Orcières    | Frankreich | Abfahrt   |
| 24. Februar 2021 | Sella Nevea | Italien    | Abfahrt   |

### Juniorenweltmeisterschaften
- Hafjell 2015: 4. Super-G, 8. Super-Kombination, 31. Abfahrt
- Sochi 2016: 3. Abfahrt, 10. Super-G

### Weitere Erfolge
- Olympische Jugend-Winterspiele 2012: 4. Super-G, 12. Super-Kombination, 15. Slalom
- 5 Siege in FIS-Rennen